# Tom Brandi
Tom Brandi (nascido em 9 de julho de 1966 na Filadélfia) é um lutador profissional mais conhecido por sua passagem na World Wrestling Federation como Salvatore Sincere. Atualmente, é conhecido como The Patriot, trabalhando na Pro-Wrestling WORLD-1 e National Wrestling Superstars.

## No Wrestling
- Finishers e golpes
  - Como Salvatore Sincere

- Sincerely Yours (Full nelson slam)
- Tilt-a-whirl slam

- Como The Patriot

- Patriot Missile
- Uncle Slam
- Clothesline
- Bear hug